# Pop-Tops
Los Pop-Tops fueron un grupo musical español formado en 1967 en Madrid, con los siguientes componentes: José Lipiani, Alberto Vega, Ignacio Pérez, Julián Luis Angulo (artísticamente Luis Fierro), Enrique Gómez, Ray Gómez y el cantante Phil Trim. 

## Historia
El origen de POP Tops es el grupo madrileño Los Tifones.
Theophilus Philip Phil Trim nació el 5 de enero de 1940 en Trinidad y Tobago. Los Pop-Tops tenían un sonido mezcla de música clásica de estilo barroco con una voz de tipo soul, con influencias de Procol Harum. Su productor era Alain Milhaud.
En octubre de 1968 se incorpora al conjunto un excelente músico catalán, llamado Luis Franch, que tocaba el órgano, y procedía del grupo de Tony Ronald. También se incorpora Santiago Lomillo Martínez, músico vallisoletano que tocaba la trompeta. Rafael de Guillermo aportó su piano eléctrico Wurlitzer.
Su primera canción de éxito internacional fue "Oh Lord, Why Lord", de 1968. Fue la primera canción pop que se inspiró en el Canon de Pachelbel. "Oh Lord, Why Lord" llegó a figurar en las listas de éxitos de Estados Unidos y Holanda. La cara B del sencillo contenía la canción "La Voz del Hombre Caído" (en inglés "The Voice Of The Dying Man"), basada en un fragmento de la Pasión según San Juan, de J.S. Bach (el disco en el que se incluye esta canción es sigificativamente denominado "Pop Tops cantan J.S. Bach"). Fue dedicada a Martin Luther King.
Su mayor éxito fue "Mamy Blue", de 1971, que triunfó en toda Europa y también en Estados Unidos. Esta canción, escrita y compuesta por el compositor francés Hubert Giraud, tuvo como coautor a Phil Trim, dato que confirmó el propio Phil Trim en la edición referente al año 1971 del programa de Intereconomía Televisión "España en la memoria", dedicado a los Pop-Tops, y dirigido por Alfonso Arteseros, en su calidad de historiador y de mánager del grupo en aquella época. Phil Trim aseguró en 2018 que «se han hecho de ella 246 versiones y tuvimos seis discos de oro».
En 1972 también tuvo bastante éxito la canción "Suzanne Suzanne".

## Discografía

### Sencillos
- Con su blanca palidez / I Can't Go On - Barclay Sonoplay SN-20037, 1967
- Viento to otoño (Autumn Winds) / Cry - Barclay Sonoplay SN-20049, 1967
- Somewhere / The Voice of the Dying Man (La voz del hombre caído) [Pop Tops cantan J.S. Bach]- Barclay Sonoplay SN-20079, 1968
- Oh Lord, Why Lord / Beyond the Sea (El mar) - Barclay Sonoplay SN-20124, 1968
- Oh Lord, Why Lord (span.) / El mar - Barclay Sonoplay SN-20125, 1968
- Esa mujer (That Woman) / Adagio cardenal - Barclay Sonoplay SN-20166, 1968
- That Woman / The Man I Am Today - Barclay Sonoplay SN-20166, 1968
- Pepa / Junto a ti - Barclay Sonoplay SN-20210, 1968
- Dzim-dzim-dzas (Love and Care) / Young and Foolish - Barclay Sonoplay SN-20254, 1969
- Soñar, bailar y cantar (She's Coming Back) / Anytime - Barclay Movieplay SN-20478, 1970

- Dios a todos hizo libres (Road to Freedom) / Movimento de amor - Explosion 14.961-A, 1971
- Road to Freedom / Who Will Believe - Explosion 14.961-A, 1971
- Mamy Blue (span.) / Love Motion - Explosion, 14.994-A, 1971
- Mamy Blue / Grief and Torture - Explosion, 14.995-A, 1971
- Suzanne Suzanne / Happiness Ville - Explosion 10.551-A, 1972
- Suzanne Suzanne (span.) / Walk along by the Riverside - Explosion 10.627-A, 1972
- Hideaway / What a Place to Live In - Explosion 10.679-A, 1972
- My Little Woman / Girl,lmWhat's on Your Mind? - Explosion E-34500, 1973
- Happy, Hippy, Youppy Song / Where Can I Go - Explosion E-34510, 1973
- Happy, Hippy, Youppy Song (span.) / Angeline - Explosion E-34513, 1973
- What a Way to Go / Baby I Will Cry - Explosion E-34522, 1974

### LP
- Mamy Blue - Bellaphon Finger, 1971
- Top Pops of Pop Tops (Compilado) - Bellaphon, 1976